# Sul tetto del mondo (film)
Sul tetto del mondo è un docu-drama italiano del 2021 incentrato sulla vita dell'alpinista ed esploratore Walter Bonatti. La regia è di Stefano Vicario, figlio dell'attrice Rossana Podestà, compagna di Bonatti dal 1981 fino alla morte di lui nel 2011.

## Trama
Attraverso materiale d'archivio, ricostruzioni recitate e interviste esclusive, il documentario ricostruisce la vita del celebre alpinista ed esploratore Walter Bonatti (soprannominato Re delle Alpi) dando risalto sia alla sfera privata (partendo dal suo primo incontro a Roma il 2 giugno 1981 con l'attrice Rossana Podestà) che a quella lavorativa, proseguendo fino alla morte di Walter avvenuta il 13 settembre 2011 a 81 anni.
La parte documentaristica è stata resa possibile grazie al contributo del Club Alpino Italiano (CAI), che ha messo a disposizione tramite la propria Cineteca le immagini di Italia K2, il film che documenta la spedizione organizzata nel 1954, e grazie al contributo del Museo nazionale della montagna Duca degli Abruzzi di Torino, che ha messo a disposizione l'Archivio Walter Bonatti.

## Interventi
- Margherita e Alice Vicario, nipoti di Rossana Podestà
- Piera Detassis, critica cinematografica
- Valeria Fabrizi, attrice
- Fabio Fazio, conduttore tv
- Vincenzo Torti, presidente del Club Alpino Italiano
- Simone Moro, alpinista e scrittore
- Reinhold Messner, alpinista e scrittore
- Michele Serra, giornalista
- Roberto Mantovani, storico e consulente del Museo Nazionale della Montagna
- Nando Nusdeo, alpinista e amico di Walter Bonatti
- Giovanna Canton, curatrice dei libri di Walter Bonatti